# Torpeda Mark 51
Projekt amerykańskiej lekkiej torpedy do zwalczania okrętów podwodnych przygotowywanej przez McDonnell Douglas. Przegrał rywalizację o wejście do służby z torpedą Mark 50 Barracuda.